# Gagarin (Armenia)

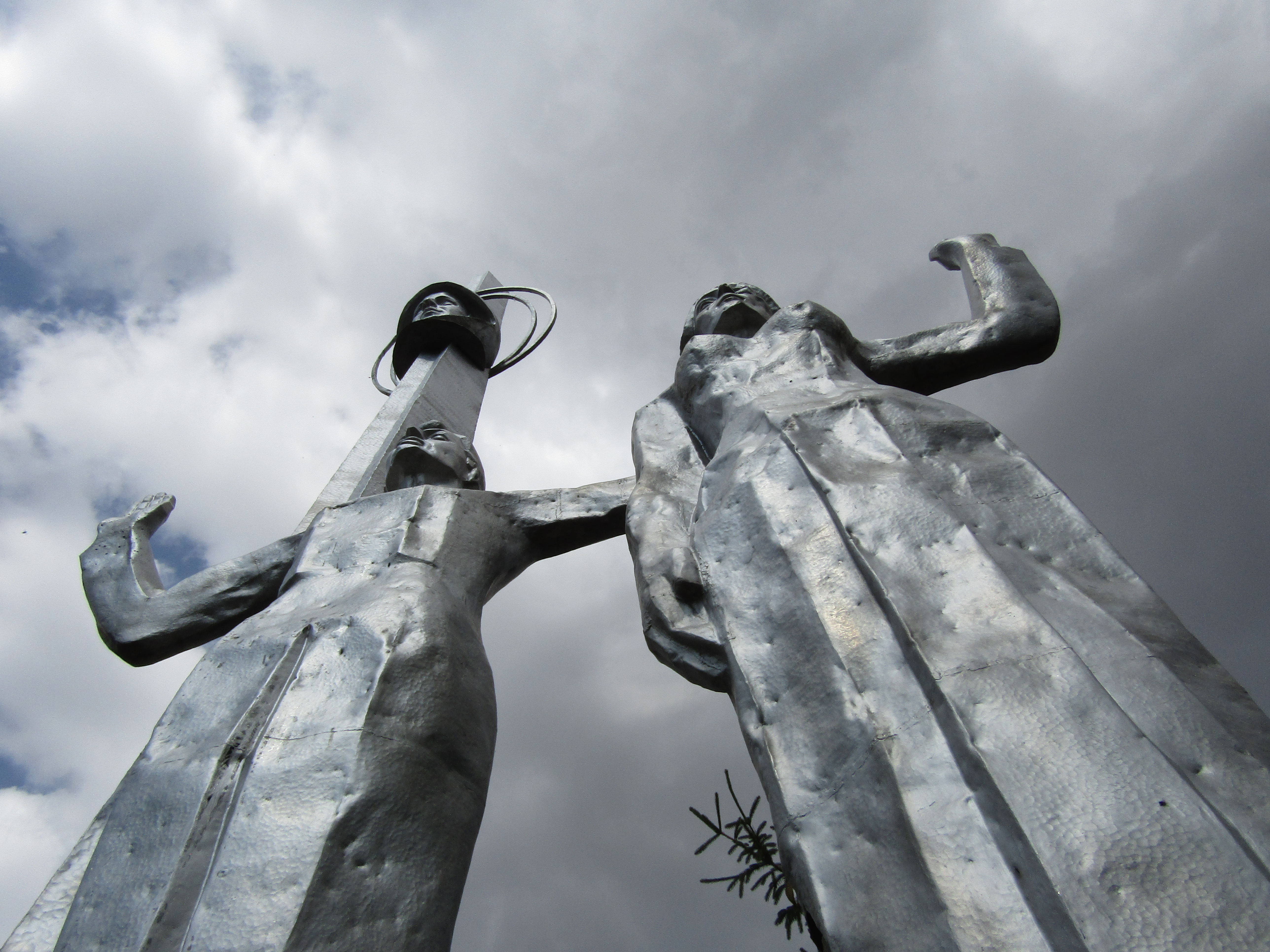
Pomnik Jurija Gagarina.

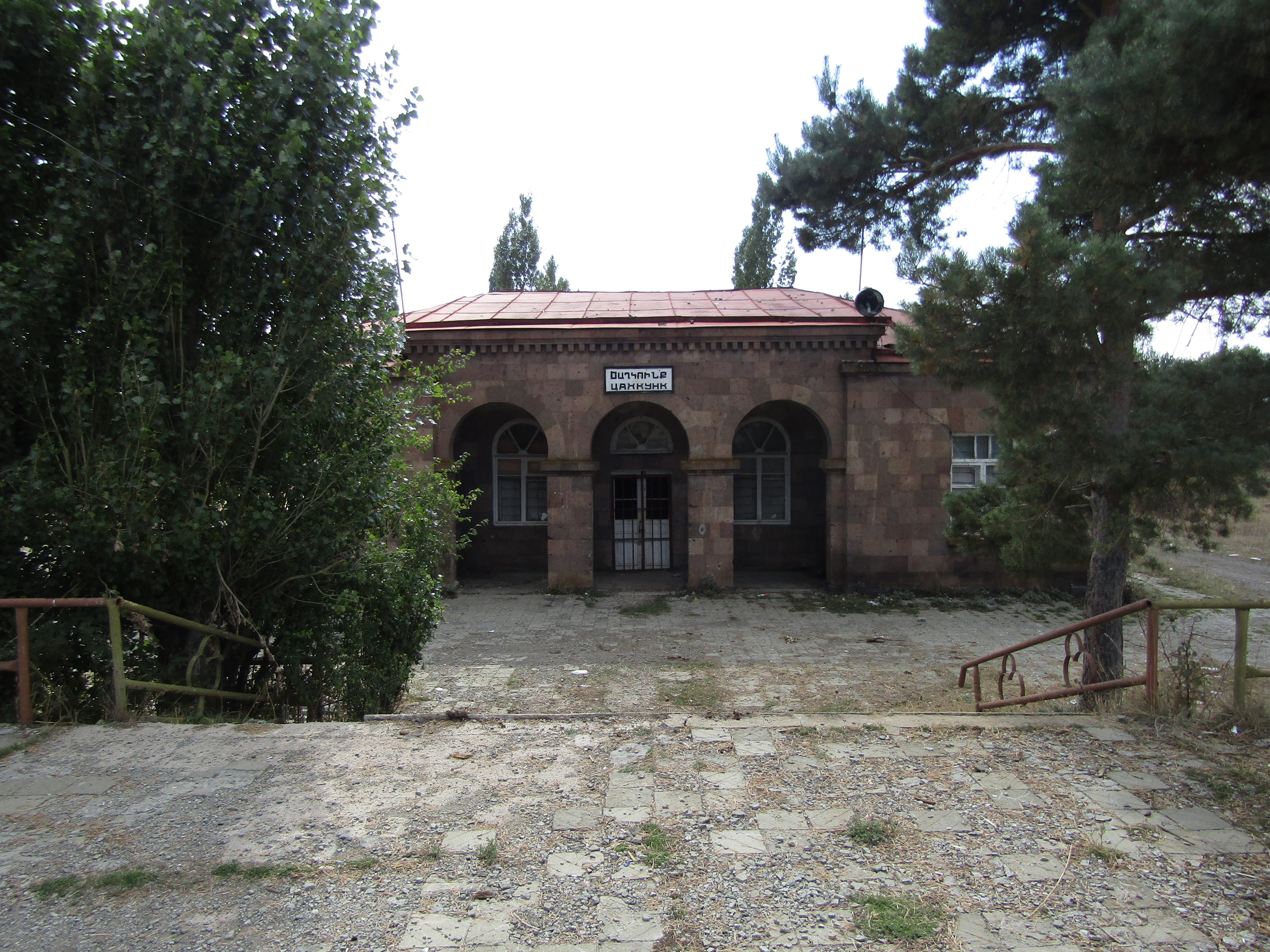
Budynek nieczynnej stacji kolejowej.

Gagarin (orm. Գագարին) – przemysłowa wieś w Armenii, w prowincji Gegharkunik. Została założona w 1955 r. i nazwane na cześć radzieckiego kosmonauty Jurija Gagarina w 1961 roku.

## Liczba ludności
| 1970 | 1979 | 1989 | 2001 |
| ---- | ---- | ---- | ---- |
| 604  | 953  | 1643 | 1489 |